# Lələpaşa
Lələpaşa è un comune dell'Azerbaigian situato nel distretto di Qax. Conta una popolazione di 464 abitanti.